# 1435 Garlena
Az 1435 Garlena (ideiglenes jelöléssel 1936 WE) a Naprendszer kisbolygóövében található aszteroida. Karl Wilhelm Reinmuth fedezte fel 1936. november 23-án, Heidelbergben.